# Montuïri
Montuïri település Spanyolországban, a Baleár-szigeteken. Montuïri Algaida, Lloret de Vistalegre, Sant Joan, Porreres és Llucmajor községekkel határos. Lakosainak száma 3216 fő (2024).

## Népesség
A település népessége az elmúlt években az alábbi módon változott:
| Lakosok száma | 2406 | 2510 | 2576 | 2827 | 2872 | 2888 | 2884 | 2912 | 3087 | 3216 |
|               | 2001 | 2004 | 2006 | 2009 | 2011 | 2014 | 2016 | 2019 | 2021 | 2024 |